# Until Dawn (computerspel)
Until Dawn is een interactief survival horrorspel, ontwikkeld door Supermassive Games en uitgebracht door Sony Computer Entertainment voor de PlayStation 4. Het spel zou oorspronkelijk op de PlayStation 3 verschijnen met een grote nadruk op de PlayStation Move, maar in augustus 2014 werd het spel opnieuw aangekondigd als PlayStation 4-game. Het werd wereldwijd uitgebracht in augustus 2015. Until Dawn werd over het algemeen goed beoordeeld.

## Gameplay
Until Dawn is ontwikkeld om meerdere keren te spelen, aangezien het onmogelijk is om in één keer alle mogelijke content te zien. Het spel kost zo'n zes en een half uur om uit te spelen en draait om het vlindereffect, waarbij elke keuze van de speler kan leiden tot grote consequenties. Tijdens het spel moet de speler moeilijke keuzes maken tijdens ethische en morele dilemma's, zoals één personage opofferen om de andere te redden. Het is mogelijk om alle acht personages te laten leven, maar ze kunnen ook allemaal dood gaan. De ontwikkelaar heeft gezegd dat er "honderden eindes' zitten in Until Dawn, maar dit is niet helemaal waar, aangezien de gemaakte keuzes slechts zorgen voor verschillende variaties van één soortgelijk einde. Until Dawn bevat een automatisch opslagsysteem, zodat het spel niet gereset kan worden om een gemaakte keuze te veranderen.
De gameplay is vooral onderzoeken, quicktime-events, en aanwijzingen vinden, evenals keuzes maken. Qua gameplay is het spel vergelijkbaar met Heavy Rain, Beyond: Two Souls en Life is Strange.

## Verhaal
Op 2 februari 2014, vieren de zeven vrienden Sam, Mike, Chris, Ashley, Emily, Jessica en Matt hun jaarlijkse winteruitje naar de Blackwood Pines-skihut, eigendom van hun vrienden, Josh Washington en zijn tweelingzussen Hannah en Beth.
Mike, Ashley, Emily, Jessica en Matt haalden een grapje uit met Hannah, die naar het bos vluchtte uit vernedering. Wanneer Beth haar gevonden heeft, worden de twee achtervolgd door een wezen die ze jaagt naar de rand van een klif, waarvan ze afvallen en sterven.
Het volgende hoofdstuk begint met een therapiesessie van Dr. Hill, die een aantal vragen stelt aan zijn patiënt; deze sessies zullen terugkeren in volgende hoofdstukken en de gegeven antwoorden bepalen bepaalde content van het spel. Deze sessies worden de eerste paar keren gespeeld in de ogen van de patiënt, maar later blijkt het Josh te zijn.
Een jaar later zijn de lichamen van Beth en Hannah nog steeds niet gevonden, en de zeven vrienden zijn nogmaals uitgenodigd door Josh voor het jaarlijks uitje. Zodra ze aankomen, gaan Emily en Matt terug om Emily's verloren tas terug te vinden. Jessica wordt later meegenomen door een onbekend wezen, nadat zij en Mike naar de gastkabine zijn gegaan. Afhankelijk van de gemaakte keuzes vindt Mike Jessica dood of ernstig gewond, voordat de lift naar de mijn instort met Jessica erop. Mike gaat een vreemdeling achterna, die hij gespot heeft vlak bij Jessica. Hij gaat een sanatorium binnen, en komt achter een ongeluk gebeurd in 1952 waarbij verschillende mijnwerkers gevangen zaten in de mijn.
Ondertussen worden Chris en Ashley aangevallen door een persoon in een masker die Ashley ontvoert en haar met Josh gevangen zet. Chris moet kiezen welke van hun vrijgelaten wordt, en welke doormidden gesplitst gaat worden door een zaagblad. Wat Chris ook kiest, Ashley overleeft en Josh wordt doormidden gezaagd. Sam wordt daarna gestalkt in de skihut door het gemaskerde figuur en wordt bewusteloos geslagen of ontsnapt in de kamer van de moordenaar. Terwijl Chris en Ashley terugkeren naar de skihut om Sam te vinden, worden ze nogmaals aangevallen, en vastgebonden aan stoelen. Van het onbekende figuur moet Chris kiezen om op zichzelf te schieten, of op Ashley. Dit wordt tegengehouden door Sam en Mike, die zijn teruggekeerd van het sanatorium, maar er bleken slechts losse flodders in het geweer te zitten. Dan wordt er onthult dat het gemaskerde figuur een mentaal losgeslagen Josh is, die zijn vrienden de schuld geeft voor de verdwijning van zijn zussen, en een nep-lichaam heeft gebruikt om zijn dood in scène te zetten. Hoewel hij toegeeft dat hij alle vallen heeft gezet, zegt hij niks te maken te hebben met Jessica's vermoedelijke dood. Hij wordt daarna vastgebonden in een schuur door de anderen.
Ondertussen gaan Emily en Matt, aangezien ze Chris en Ashley tegen het lijf waren gelopen nadat ze dachten dat Josh was vermoord, naar een radiotoren om om hulp te vragen. De toren stort echter in waardoor Emily en Matt terechtkomen in een verlaten mijn en aangevallen worden door onbekende wezens. Afgaande van de gemaakte keuzes, ontsnapt Matt en gaat verder door de mijn, wordt Matt vermoord door de wezens, of valt Matt van een klif na een eerdere ontmoeting met een hert. Emily gaat de mijn verder onderzoeken, en vind Beth hoofd. Ook ontdekt ze dat Hannah de val overleefd heeft. Ze komt de vreemdeling die Mike eerder tegenkwam tegen, die haar helpt om te ontsnappen van de wezens. In haar ontsnappingspoging, wordt Emily ofwel vermoordt ofwel keert terug naar de skihut. Tijdens haar ontsnappingspoging kan ze ook gebeten worden door het wezen. Als ze overleeft vertelt ze de anderen over het wezens en over de ontdekking van Beth's hoofd. De vreemdeling komt aan bij de skihut en onthult zichzelf. Hij legt uit dat de wezens wendigos heten: vroegere mensen die, na mensenvlees gegeten te hebben, bezeten worden door kwade geesten en tot zonsopgang op mensen jagen. Chris en de vreemdeling proberen Josh te bevrijden uit het schuurtje, maar hij is al weg, en de vreemdeling wordt onthoofd door de wendigos. Chris probeert terug te komen naar de skihut, maar wordt ofwel vermoord door de wendigo, of komt binnen in de skihut, of wordt buitengehouden door Ashley als hij op haar heeft geprobeerd te schieten bij de val. 
Als Emily gebeten werd door een wendigo, zit de groep ook te twijfelen om haar alleen te laten of dood te schieten, aangezien ze bang zijn dat Emily door de beet ook een wendigo wordt. Wat er ook gekozen wordt, Mike gaat naar het sanatorium om Josh te vinden, aangezien hij de sleutels heeft van de kabelbaan om de skihut te verlaten. Nadat de wendigos aanvallen, en daardoor het sanatorium verbrandt, komt hij Sam tegen, die meer te weten is gekomen over de wendigos, zoals dat je van een beet geen wendigo wordt, en dat de wendigo je niet kan zien als je niet beweegt. Ondertussen kunnen Ashley en Chris vermoord worden door een wendigo. Sam en Mike kunnen erachter komen dat Hannah in een wendigo veranderde nadat ze Beths vlees ging eten om te overleven. Mike en Sam vinden Josh, die extreme hallucinaties heeft over zijn zussen. Mike en Josh worden aangevallen door Hannah, en, als er genoeg aanwijzingen gevonden zijn over Hannahs transformatie, herkent Hannah Josh en sleept hem mee. Zo niet, dan wordt Josh vermoord door Hannah.
Ondertussen, als Jessica en/of Matt nog leven, komen ze weer bij de groep en proberen ze om de berg te ontvluchten. Sam en Mike keren terug naar de skihut, maar komen daar Hannah weer tegen. Meer wendigos overvallen de hut, en ze beginnen met elkaar te vechten, aangezien alle overlevenden in de hut stil staan, en ze alleen elkaar zien bewegen. Terwijl de wendigos afgeleid zijn, ramt Mike de gasvoorziening open. Afhangend van de acties van de speler, kunnen Sam, Mike en de andere overlevenden dood gaan, maar hoe dan ook ontploft de skihut en zijn de wendigos dood. De overgebleven overlevenden worden gespot door een helikopter en opgehaald.

Tijdens de aftiteling, worden de sterfscènes van degenen die het niet hebben overleefd opnieuw afgespeeld. Daarna worden stukjes van de gesprekken in de verhoorkamer van de politie met de overlevenden afgespeeld. De politie wordt gewaarschuwd van wat er zit in de mijnen. Als Josh het overleeft, wordt hij in de mijn ontdekt door de politie. Hij is echter veranderd in een wendigo, en valt ze aan, waarna het scherm zwart wordt.

## Cast
| Acteur               | Personage             |
| -------------------- | --------------------- |
| Hayden Panettiere    | Samantha              |
| Rami Malek           | Joshua                |
| Brett Dalton         | Michael               |
| Meaghan Jette Martin | Jessica               |
| Galadriel Stineman   | Ashley                |
| Noah Fleiss          | Chris                 |
| Nichole Bloom        | Emily                 |
| Jordan Fisher        | Matthew               |
| Ella Lentini         | Hannah en Beth        |
| Larry Fessenden      | Man met vlammenwerper |
| Peter Stormare       | Dr. Hill              |

## Film
In april 2025 verscheen een gelijknamige horrorfilm gebaseerd op het computerspel. Peter Stormare hernam daarin zijn rol als dokter Hill. Andere hoofdrollen waren weggelegd voor Ella Rubin, Michael Cimino en Odessa A'zion.